# Lumi Pollack
Lumi Pollack, född den 18 januari 2009 i New York, är en amerikansk skådespelerska.
Pollack slog igenom som skådespelare i och med filmen The Fallout där hon spelade Amelia Cavell. I Filmen One Big Happy Family spelade hon karaktären Sammie och i TV-serien Electric Bloom spelade hon Posey, en av huvudrollerna.

## Filmografi (i urval)
- 2021 – The Fallout
- 2025 – One Big Happy Family
- 2025 – Electric Bloom (TV-serie)